# Чепелене, Дайва
Дайва Галинаускайте-Чепелене (лит. Daiva Galinauskaitę-Čepelienė, род. 27 марта 1970, Купишкис) — советская литовская профессиональная шоссейная велогонщица международного класса. Чепелене выступала за сборную Литвы на летних Олимпийских играх 1992 года в Барселоне (Испания). Там она заняла 20-е место в женской индивидуальной шоссейной гонке.

## Биография
Дайва Чепелене училась в средней школе имени Владаса Рекашюса. Она посещала занятия по легкой атлетике у тренера Аделы Гашкене, участвовала в межшкольных соревнованиях по баскетболу. Баскетбол преподавала учитель физкультуры Регина Балтрунене. В советское время в Купишкисе после первомайской демонстрации проводился велопробег. В 1983 году она тоже решила принять в нём участие. Ей посчастливилось обойти всех соперников, как девочек, так и мальчиков, и завоевать свою первую медаль. Увидев её результаты, тренер Адела Гашкене предложила ей записаться в секцию велоспорта спортивной школы. В том же году Чепелене поступила в Паневежскую спортивную школу.
Муж Дайвы, Арунас Чепеле, тоже в прошлом известный велосипедист. В течение нескольких лет он работал тренером не только в Клайпеде, но и в Португалии. В 2006—2008 годах он работал в сфере строительной отделки. Они поженились в 1989 году, у них есть дочь Роберта и сын Лукас. Дочь живет в Паневежисе и тренируется у известного тренера по велоспорту, Валерия. Она уже участвовала в различных соревнованиях со спортсменами старшего возраста. По словам Дайвы, её сын Лукас также любит велоспорт. Он выиграл несколько детских соревнований в Купишкисе.

## Достижения

### Олимпийские игры
- Барселона 1992

- 20-е место в индивидуальной гонке

### Другое
1991
- Тур Бретани
- 3-е место в Women’s Challenge
- 3-е место в Тур де ла Дром

### Статистика выступления наГранд-турах
| Гонка / Год         | 1991           | 1992 |
| ------------------- | -------------- | ---- |
| Гранд Букль феминин | не проводилась | 11   |
| Тур де л'Од феминин | 12             | 25   |